# Andrzej Hoffman
Andrzej Hoffman a. Offman (XVI/XVII w.) – polski artysta rzemieślnik (hafciarz), właściciel pracowni w Krakowie, obywatel miasta. Nie wiadomo nic o jego pochodzeniu, ani o rodzinie.
W 1611 roku podjął się wykonania chorągwi z wizerunkiem patronki dla Bractwa Świętej Zofii, działającego przy krakowskim kościele św. Marka. W zbiorach Muzeum Narodowego w Krakowie znajduje się inna pochodząca z jego warsztatu chorągiew; według Marii Taszyckiej jakość jej wykonania świadczy o wysokim poziomie artystycznym pracowni Hoffmana.